# Что делать? (телеспектакль)
«Что делать?» (страницы романа) — чёрно-белый трехсерийный телеспектакль режиссёра Павла Резникова по одноименному роману Николая Чернышевского. Производство Главной редакции литературно-драматических программ 1971 года.

## В ролях
- Александр Лазарев — автор
- Елена Санько — читательница
- Леонид Броневой — читатель
- Галина Яцкина — Вера
- Николай Волков — Лопухов
- Сергей Десницкий — Кирсанов
- Вячеслав Жолобов — Рахметов
- Людмила Гурченко — женщина в черном
- Антонина Дмитриева — Мария Алексеевна
- Лев Дуров — Павел Константинович
- Светлана Немоляева — Жюли
- Валентин Смирнитский — Сторешников

### В титрах не указаны
В эпизодах артисты московских театров
- Игорь Кашинцев — Серж
- Сергей Жирнов — приятель Рахметова
- Константин Агеев — полицейский чиновник
- Валентина Смелкова - персонаж из сна Веры Павловны

## Съёмочная группа
- Автор сценария: Исай Константинов
- Режиссёр-постановщик: Павел Резников
- Режиссёр: Надежда Марусалова
- Ведущий оператор: Андрей Тюркин
- Художник-постановщик: Владимир Лыков
- Операторы: Борис Рогожин, Борис Воробьев
- Композитор: Марк Минков
- Звукорежиссёр: Александра Стодольник
- Художник по костюмам: Мария Авруцкая
- Балетмейстер: Леонид Таубе
- Художник по гриму: Любовь Шайдурова
- Художники по свету: Евгений Петренко, Юрий Шайдуров
- Художник по монтажу: Лариса Арустамова
- Монтаж: Галина Ковалёва
- Ассистент режиссёра: Екатерина Петрова
- Помощник режиссёра: Николай Гладков
- Музыкальный редактор: Марина Крутоярская
- Редактор: Ирина Сахарова